# 湖南省商务厅
湖南省商务厅是中华人民共和国湖南省人民政府主管内外贸易和对外经济合作工作的组成部门。挂湖南省招商合作局牌子。

## 主要职能
1. 贯彻落实国家有关内外贸易、国际经济合作和招商引资的发展战略、方针、政策；拟订全省相应的中长期发展规划以及规定、办法和措施。
2. 研究提出流通体制改革意见，培育发展城乡市场，推进流通产业结构调整和连锁经营、物流配送、电子商务等现代流通方式。
3. 研究拟订全省规范流通领域市场体系及流通秩序和打破市场垄断、地区封锁的政策，建立健全统一、开放、竞争、有序的市场体系；监测分析市场运行和商品供求状况，组织实施重要消费品市场调控和重要生产资料流通管理。
4. 起草全省商品流通和餐饮、住宿等服务业的有关地方性法规、规章，制定实施细则和市场准则；调查研究流通行业重大问题，提出政策建议；负责对生猪定点屠宰的监督管理工作；负责省茧丝绸协调工作；负责对餐饮、住宿等服务业的行业管理；指导报废汽车管理和再生资源回收工作；按有关规定对拍卖、典当、租赁、旧货流通活动和对成品油、酒类流通进行监督管理。
5. 执行国家制定的进出口商品管理办法、进出口商品目录和进出口配额招标政策；负责进出口配额计划的编报、下达和组织实施及配额、许可证管理工作。
6. 贯彻执行国家对外技术贸易、进出口管制以及鼓励技术和成套设备出口的政策；推进进出口贸易标准化体系建设；依法监督技术引进、设备进口、国家限制出口的技术和引进技术的出口与再出口工作；负责颁发与防扩散相关的出口许可证。
7. 负责全省商务系统涉及世贸组织相关事务的研究、指导和服务工作；组织协调反倾销、反补贴、保障措施及其他与进出口公平贸易有关的工作；建立进出口公平贸易预警机制，组织全省产业损害调查；指导协调国外对湖南省出口商品的反倾销、反补贴、保障措施的应诉及相关工作。
8. 宏观指导全省外商投资工作；分析研究全省外商投资情况，参与拟订外商投资的发展战略和中长期规划；依法核准大型外商投资项目的合同、章程及法律特别规定的重大变更事项；督促检查外商投资企业执行有关法律法规和合同、章程的情况；指导和管理全省招商引资、投资促进及外商投资企业的进出口工作；负责办理全省外商投资企业中产品出口企业、先进技术企业的确认和考核；参与协调、指导国家级、省级经济技术开发区的有关具体工作。
9. 负责全省对外经济技术合作工作；拟订并执行全省对外经济合作的政策、规章和管理办法，指导和监督全省对外承包工程、劳务合作、设计咨询等业务的管理；负责对外经济合作企业的经营资格认定和管理工作；承担联合国等国际组织对湖南省经济技术合作的有关管理事务；负责全省国际经济援助和受援项目的归口管理工作。
10. 贯彻实施国家对香港、澳门特别行政区和台湾地区的经贸政策、贸易中长期规划；管理和指导湖南省对香港、澳门特别行政区及台湾地区贸易，协调港、澳、台商投资管理工作；组织对香港、澳门特别行政区和台湾地区的经贸交流和合作活动。
11. 负责组织商务部、省政府举办的内外贸易促销活动和招商引资、对外经济技术合作活动；指导、协调以湖南省名义在境内外举办的各种内外贸交易会、展览会、展销会和招商引资等活动。
12. 负责全省商务系统统计及其信息发布，提供信息咨询服务；指导全省流通领域信息网络和电子商务建设；指导全省商贸流通行业协会、学会等社团组织工作。
13. 承办省委、省人民政府交办的其他事项。[1]

## 机构设置

### 内设机构
- 办公室
- 综合调研处
- 法规处
- 财务处
- 市场运行调节处（省酒类产销管理办公室、省茧丝绸管理协调办公室）。
- 市场体系建设处
- 商贸服务管理处
- 市场秩序处（省生猪定点屠宰办公室）
- 对外贸易发展处
- 对外贸易管理处
- 服务贸易处
- 机电和科技产业处（省机电产品进出口办公室）
- 加工贸易处
- 外商投资促进处
- 外资管理处（省外商投诉协调中心）
- 对外经济合作处
- 产业损害调查处（反垄断处）
- 世界贸易组织处（进出口公平贸易处）
- 外事处
- 人事处
- 离退休人员管理服务处
- 直属机关党委
- 驻厅纪检组监察室

### 直属机构
- 湖南省商务厅信息中心
- 湖南省投资采购管理办公室（已撤销）

### 归口管理机构
- 湖南省商业事务工作办公室
- 湖南省物资事务工作办公室[2]